# 慕容鉤
慕容 鉤（ぼよう こう、生年不詳 - 354年）は、五胡十六国時代の前燕の人物。昌黎郡棘城県の出身。前燕の建威将軍慕容翰の子。

## 生涯
前燕に仕え、楽陵郡太守に任じられていた。
青州刺史朱禿と共に厭次を治めていた。慕容鉤は自身が宗室であることを恃み、朱禿への侮辱行為を繰り返した。これにより、朱禿の不満は高まっていった。
元璽3年（354年）7月、朱禿の襲撃により、殺害された。朱禿は南の段龕の元へ逃走した。